# Poliometra prolixa
Poliometra prolixa is een haarster uit de familie Antedonidae.
De wetenschappelijke naam van de soort werd in 1881 gepubliceerd door Percy Sladen.